# 沈钦
沈钦（503年—569年），南朝陳外戚，陈废帝时尚书左仆射。陳文帝皇后沈妙容之兄，吴兴郡武康縣（今浙江德清）人。
南梁安前中録事参軍沈法深之子。隨陳蒨征伐，因战功累迁至貞威将軍、安州刺史。陳蒨即位為陳文帝，袭爵建城侯，擔任通直散騎常侍、持節、会稽等九郡諸軍事、明威将軍、会稽郡太守。入朝為侍中、左衛将軍、衛尉卿。陳废帝天康元年（566年），任尚書右僕射，光大年間，官至尚书左仆射。太建元年（569年），陳宣帝即位，出任雲麾将軍、義興郡太守。同年去世。享年六十七歲。沈钦无才能，因妹而贵，以外戚得至高位。追贈侍中、特進、翊左将軍。諡成。
其子沈觀嗣爵，官至御史中丞。